# Varsity Blues (phim)
Varsity Blues là một bộ phim thể thao năm 1999 của Hoa Kỳ do Brian Robbins làm đạo diễn, kể về một đội bóng đá của trường trung học tại một thị trấn nhỏ và vị huấn luyện viên độc đoán trong thời gian diễn ra mùa giải sôi động. Các cầu thủ phải đối mặt với cùng một lúc áp lực của tuổi thiếu niên và đến từ cộng đồng người hâm mộ cũng như vị huấn luyện viên khắt khe của mình. Trong một thị trấn nhỏ (tưởng tượng) của miền tây Canaan, Texas, bóng đá là một nghề để sống, và họ không có lựa chọn được từ bỏ nó.
Varsity Blues có doanh thu toàn nước Mỹ đạt 52 triệu USD so với con số 16 triệu USD kinh phí ước tính, mặc dù các phản hồi chuyên môn chỉ ở mức trung bình.

## Diễn viên
- James Van Der Beek trong vai Jonathon "Mox" Moxon.
- Jon Voight trong vai huấn luyện viên Bud Kilmer.
- Paul Walker trong vai Lance Harbor.
- Ron Lester trong vai Billy Bob.
- Scott Caan trong vai Charlie Tweeder.
- Richard Lineback trong vai Joe Harbor.
- Amy Smart trong vai Jules Harbor.
- Eliel Swinton trong vai Wendell Brown.
- Thomas F. Duffy trong vai Sam Moxon.
- Joe Pichler trong vai Kyle Moxon.
- Ali Larter trong vai Darcy Sears.
- Tonie Perensky trong vai Cô Davis.

## Phản hồi và đánh giá
Phản hồi dành cho phim chỉ ở mức trung bình, chỉ có 40% các nhà phê bình cho bộ phim đánh giá tích cực, theo trang Rotten Tomatoes tổng hợp từ 52 nhận xét.

## Nhạc phim
Là một sản phẩm của MTV Films, "Varsity Blues" rất phong phú về nhạc phim với đủ mọi nghệ sĩ tham gia từ những ban nhạc nổi tiếng tới những bài hát ít được biết tới hơn. Album nhạc phim do Hollywood Records phát hành gồm:
- Walkin' The Line - của Shawn Camp
- My Girlfriend is a Waitress - của The Iguanas
- Nice Guys Finish Last - của Green Day
- Problems - của the Flamin' Hellcats
- Unnoticed - của Anathenaeum
- Love-a-Rama - của Southern Culture on the Skids
- Texas Flood - của Stevie Ray Vaughn
- One Foot in Front of the Other - của Lee Roy Parnell
- Disappear - của Saffron Henderson
- Are You Ready for the Fallout - của Fastball
- Wayward Wind - của Tex Ritter
- Pride of San Jacinto - của The Reverend Horton Heat
- Run - của Collective Soul
- You Blew Me Off - của Bare, Jr.
- Valley of the Pharaohs - của The Hellecasters
- Lonesome Ain't the Word - của Shawn Camp
- Same Old Feeling - của Tim Buppert
- If Your Girl Only Knew - của Aaliyah
- Boom Boom Boom - của The Iguanas
- Horror Show - của Third Eye Blind
- Hot for Teacher - của Van Halen
- Thunderstruck - của AC/DC
- Voices Inside My Head - của Amber Sunshower
- My Hero - của Foo Fighters
- Every Little Thing Counts - của Janus Stark
- Fly - của Loudmouth
- Nitro (Youth Energy) - của Offspring